# باشگاه فوتبال نیروی هوایی
باشگاه نیروی هوایی عراق (به عربی: نادي القوة الجوية الرياضي) یکی از باشگاه‌های فوتبال کشور عراق می‌باشد که هم‌اکنون در لیگ برتر این کشور که بالاترین سطح مسابقات فوتبال در عراق است، مشغول به رقابت با دیگر تیم‌ها است.
این تیم در فصل ۲۰۰۷–۲۰۰۸ در مسابقات لیگ قهرمانان آسیا حضور داشت و در دور مقدماتی با تیم‌های الکویت کویت، الوصل امارات، سایپا ایران هم گروه بود.
همچنین در سال لیگ قهرمانان آسیا ۲۰۲۱ با شکستن دادن الوحده عربستان توانست به مرحله گروهی را پیدا کند و رقیب تراکتور تبریز ، پاختاکور ازبکستان و الشارجه امارات شد.
این تیم در لیگ قهرمانان آسیا ۲۴–۲۰۲۳
با تیم های سپاهان ایران و  الاتحاد عربستان و المالیق ازبکستان همگروه شد
این تیم ۳ بار در سالهای ۲۰۱۶ و ۲۰۱۷ و ۲۰۱۸ قهرمان ای‌اف‌سی کاپ شده‌است. این باشگاه سابقه ۷ بار قهرمانی در لیگ برتر عراق را دارد.

## بازیکنان برجسته
- بشار رسن

- صفا هادی

- ایمن حسین

- مصطفی محمد

- علی جاسم

- علا علی مهاوی

- سعد عبدالامیر

- همام طارق

- ابراهیم بایش

- علا عباس

- ضرغام اسماعیل

- سعد ناطق

## افتخارات

### بین المللی
- لیگ قهرمانان آسیا ۲
  -  قهرمانی (۳) :

۲۰۱۶، ۲۰۱۷، ۲۰۱۸

### داخلی
- لیگ برتر عراق
  -  قهرمانی (۷) :

۱۹۷۴-۷۵، ۱۹۸۹-۹۰، ۱۹۹۱-۹۲، ۱۹۹۶-۹۷، ۲۰۰۴-۰۵، ۲۰۱۶-۱۷، ۲۰۲۰-۲۱
- -  نایب قهرمانی (۱۲) :

۱۹۷۵-۷۶، ۱۹۸۱-۸۲، ۱۹۹۳-۹۴، ۱۹۷۴-۷۵، ۱۹۹۷-۹۷، ۱۹۹۹-۰۰، ۲۰۰۰-۰۱، ۲۰۰۱-۰۲، ۲۰۰۶-۰۷، ۲۰۱۴-۱۵، ۲۰۱۷-۱۸، ۲۰۱۸-۱۹
- لیگ مرکزی عراق
  -  قهرمانی (۱) :

۱۹۷۳-۷۴
- -  نایب قهرمانی (۳) :

۱۹۶۵-۶۶، ۱۹۶۶-۶۷، ۱۹۶۸-۶۹
- جام حذفی عراق
  -  قهرمانی (۶) :

۱۹۷۷-۷۸، ۱۹۹۱،۹۲، ۱۹۹۶-۹۷، ۲۰۱۵-۱۶، ۲۰۲۰-۲۱، ۲۰۲۲-۲۳
- -  نایب قهرمانی (۳) :

۱۹۸۸-۹۸، ۱۹۹۷-۹۸، ۱۹۹۹-۰۰
- جام برتر عراق
  -  قهرمانی (۳) :

۱۹۹۴، ۱۹۹۶، ۱۹۹۸
- -  نایب قهرمانی (۵) :

۱۹۹۱، ۱۹۹۲، ۱۹۹۳، ۱۹۹۵، ۱۹۹۹
- سوپرجام عراق
  -  قهرمانی (۲) :

۱۹۹۷، ۲۰۰۱
- -  نایب قهرمانی (۳) :

۲۰۰۰، ۲۰۰۲، ۲۰۱۷

### دیگر افتخارات
- لیگ مرکزی بغداد
  -  قهرمانی (۴) :

۱۹۵۷-۵۸، ۱۹۶۱-۶۲، ۱۹۶۳-۶۴، ۱۹۷۲-۷۳
- جام حذفی بغداد
  -  قهرمانی (۱) :

۱۹۷۳-۷۴
- جام ایثار
  -  قهرمانی (۲) :

۱۹۶۲، ۱۹۶۴